# Pinnow (Meclemburgo-Pomerânia Ocidental)
Pinnow é um município da Alemanha localizado no distrito de Ludwigslust-Parchim, estado de Meclemburgo-Pomerânia Ocidental.
Pertence ao Amt de Ostufer Schweriner See.